# 山田裕介
山田 裕介（やまだ ゆうすけ、1998年3月11日 - ）は、ジャパンラグビーリーグワン日本製鉄釜石シーウェイブスRFCに所属するラグビー選手。

## プロフィール
- 愛知県出身[1]。
- ポジションはプロップ(PR)。
- 身長 177 cm、体重 98 kg
- ニックネームはだーやま。
- U20日本代表に選ばれたことがある[2]。

## 来歴
ラグビーを始めたきっかけは兄の影響から。
2016年、御所実業高校卒業後、豊田自動織機シャトルズ(現・豊田自動織機シャトルズ愛知)に加入。
2017年8月18日に行われたジャパンラグビートップリーグ第1節の近鉄ライナーズ戦に途中出場で公式戦初出場を果たした。
2023年、日本製鉄釜石シーウェイブスに加入。